# Uỷ ban Olympic Việt Nam
Das Uỷ ban Olympic Việt Nam ist das Nationale Olympische Komitee von Vietnam.

## Geschichte
Das NOK wurde 1952 von Südvietnam gegründet. Am 20. Dezember 1976 wurde es vom heutigen Vietnam nochmals gegründet und 1979 vom Internationalen Olympischen Komitee anerkannt.